# Бащево
Бащево (на македонска литературна норма: Баштево) е село в Северна Македония, в община Крива паланка.

## География
Селото е разположено в областта Славище в южното подножие на планината Герман, на десния бряг на Бащевската река, северозападно от общинския център Крива паланка.

## История

### Етимология
Според академик Иван Дуриданов етимологията на името Бащево произхожда от българската дума баща, от която произлизат и фамилни имена като Бащавелов. Афанасий Селишчев го посочва като пример за шт от tj.

### В Османската империя
В края на XIX век Бащево е българско село в Кривопаланска каза на Османската империя. Според статистиката на Васил Кънчов („Македония. Етнография и статистика“) от 1900 година Бащево е населявано от 264 жители българи християни.
Цялото население на селото е под върховенството на Българската екзархия. По данни на секретаря на екзархията Димитър Мишев („La Macédoine et sa Population Chrétienne“) в 1905 година в Бацево има 256 българи екзархисти.
През юни 1906 година селото (общо 33 къщи) е принудено от сръбската пропаганда да се откаже от Екзархията и е обявено за сръбско. След Младотурската революция от 1908 година, поради убийствата и заплахите на сръбския войвода Спас Гарда, жителите на Бащево не се решават да преминат открито под върховенството на Българската Екзархия, но приемат български свещеници.
При избухването на Балканската война петима души от Бащево са доброволци в Македоно-одринското опълчение. След Междусъюзническата война от 1913 година селото попада в Сърбия.

### В Сърбия, Югославия и Северна Македония
По време на Първата световна война Бащево има 489 жители.
Според преброяването от 2002 година селото има 13 жители, всички северномакедонци.

## Личности
Родени в Бащево
- Йосе Ангелов, македоно-одрински опълченец, 26-годишен, работник, 3 рота на 7 кумановска дружина, носител на сребърен медал[8]
- Стоян Филипов, български опълченец, ІI опълченска дружина, умрял преди 1918 г.[9]
- Филип Иванов, български опълченец, ІI опълченска дружина, убит[9]